# Norah Jeruto
Norah Jeruto (2 de outubro de 1995) é uma atleta cazaque nascida no Quênia, campeã mundial dos 3 000 metros com obstáculos em Eugene 2022. Ela se tornou a primeira atleta do Cazaquistão a ganhar uma medalha de ouro em um Campeonato Mundial de Atletismo, e ainda estabeleceu o recorde do Campeonato com sua marca, 8:53.02, a terceira melhor marca da história.
Vencedora da Diamond League de 2021, em abril de 2023 ela foi provisoriamente suspensa das competições após a Athletics Integrity Unit (AIU), agência reguladora e fiscalizadora criada em 2017 pela IAAF (hoje World Athletics) para combater o doping no esporte, apontar discrepâncias e uso de uma substância proibida não-identificada em seu passaporte biológico. Se sua suspensão for mantida, ela poderá perder a medalha e o título de campeã mundial que conquistou em 2022 e ter suas marcas oficiais apagadas dos registros.